# Anthophora alluaudi
Anthophora alluaudi là một loài Hymenoptera trong họ Apidae. Loài này được Pérez mô tả khoa học năm 1902.